# Superliga de Eslovaquia 2022-23
La temporada 2022-23 es la edición número 30 de la Superliga de Eslovaquia, la máxima categoría del fútbol profesional en Eslovaquia. La temporada comenzó el 15 de julio de 2022 y finalizará el 30 de mayo de 2023.
El Slovan Bratislava es el campeón defensor de la Superliga, después de conquistar el duodécimo título de su historia la temporada anterior.

## Formato
Los 12 equipos participantes jugarán entre sí todos contra todos dos veces totalizando 22 partidos cada uno, al término de la fecha 22 los seis primeros clasificados pasaron a jugar la Ronda por el campeonato, mientras que los otros seis pasaron a jugar la Ronda por la permanencia.
En la Ronda por el campeonato los 6 equipos participantes jugaran entre sí todos contra todos dos veces totalizando, 32 partidos, al término de la fecha 32, el primer clasificado se coronará campeón y obtendrá un cupo para la Primera ronda de la Liga de Campeones 2023-24, mientras que el segundo y el tercero obtendrán un cupo para la Primera ronda de la Liga de Conferencia Europa 2023-24.
En la Ronda por la permanencia, los 6 equipos participantes jugaran entre sí todos contra todos dos veces totalizando 32 partidos cada uno, al término de la fecha 32, el penúltimo clasificado jugará un play-off de relegación contra el subcampeón de la 2. liga y el último descenderá directamente a la 2. liga 2023-24
Un tercer cupo a la Segunda ronda de la Liga de Conferencia Europa 2023-24 será asignado al campeón de la Copa de Eslovaquia.

## Ascensos y descensos
| Pos. | Descendido de Superliga de Eslovaquia 2021-22 |
| ---- | --------------------------------------------- |
| 12.º | Pohronie                                      |
| 5.º  | Sereď                                         |
| 10.º | Senica                                        |

| Pos. | Ascendido de 2. Liga de Eslovaquia 2021-22 |
| ---- | ------------------------------------------ |
| 1.º  | Železiarne Podbrezová                      |
| 2.º  | Dukla Banská Bystrica                      |
| 3.º  | Skalica                                    |

## Equipos participantes
| Club                     | Ciudad            | Estadio                     | Capacidad |
| ------------------------ | ----------------- | --------------------------- | --------- |
| DAC Dunajská Streda      | Dunajská Streda   | MOL Aréna                   | 12,700    |
| Dukla Banská Bystrica    | Banská Bystrica   | Štadión SNP                 | 7,900     |
| Ružomberok               | Ružomberok        | Štadión pod Čebraťom        | 4,817     |
| Skalica                  | Skalica           | Mestský štadión Skalica     | 1,500     |
| Slovan Bratislava        | Bratislava        | Tehelné pole                | 22,500    |
| Spartak Trnava           | Trnava            | Štadión Antona Malatinského | 19,200    |
| Tatran Liptovský Mikuláš | Liptovský Mikuláš | NTC Poprad                  | 5,700     |
| Trenčín                  | Trenčín           | Štadión na Sihoti           | 10,000    |
| Žilina                   | Žilina            | Štadión pod Dubňom          | 11,253    |
| Železiarne Podbrezová    | Podbrezová        | ZELPO Aréna                 | 4,061     |
| Zemplín Michalovce       | Michalovce        | Mestský futbalový štadión   | 4,440     |
| Zlaté Moravce            | Zlaté Moravce     | Štadión FC ViOn             | 4,006     |

## Temporada regular

### Tabla de posiciones
| Pos. | Equipo                   | Pts. | PJ | G  | E  | P  | GF | GC | Dif. | Clasificación 2021-22 |
| ---- | ------------------------ | ---- | -- | -- | -- | -- | -- | -- | ---- | --------------------- |
| 1    | DAC Dunajská Streda      | 48   | 22 | 14 | 6  | 2  | 39 | 17 | +22  | Grupo campeonato      |
| 2    | Slovan Bratislava        | 47   | 22 | 14 | 5  | 3  | 47 | 23 | +24  | Grupo campeonato      |
| 3    | Spartak Trnava           | 40   | 22 | 12 | 4  | 6  | 39 | 26 | +13  | Grupo campeonato      |
| 4    | Železiarne Podbrezová    | 35   | 22 | 9  | 8  | 5  | 32 | 24 | +8   | Grupo campeonato      |
| 5    | Žilina                   | 31   | 22 | 9  | 4  | 9  | 34 | 33 | +1   | Grupo campeonato      |
| 6    | Dukla Banská Bystrica    | 31   | 22 | 9  | 4  | 9  | 34 | 37 | −3   | Grupo campeonato      |
| 7    | Ružomberok               | 30   | 22 | 7  | 9  | 6  | 24 | 22 | +2   | Grupo descenso        |
| 8    | Zlaté Moravce            | 23   | 22 | 4  | 11 | 7  | 28 | 35 | −7   | Grupo descenso        |
| 9    | Zemplín Michalovce       | 23   | 22 | 6  | 5  | 11 | 22 | 34 | −12  | Grupo descenso        |
| 10   | Trenčín                  | 22   | 22 | 5  | 7  | 10 | 20 | 33 | −13  | Grupo descenso        |
| 11   | Skalica                  | 19   | 22 | 4  | 7  | 11 | 19 | 31 | −12  | Grupo descenso        |
| 12   | Tatran Liptovský Mikuláš | 9    | 22 | 1  | 6  | 15 | 17 | 40 | −23  | Grupo descenso        |

Actualizado a los partidos jugados el 4 de marzo de 2023.
 Fuente: Fortuna Liga, Soccerway
Criterios de clasificación: 1) Puntos; 2) puntos entre sí; 3) diferencia de goles entre sí; 4) Goles de visita entre sí; 5) Play-off.

### Resultados
| Local \ Visitante        | DAC | DUK | RUZ | SKA | SLO | SPA | TLM | TRE | ZPO | ZEM | ZIL | ZLA |
| ------------------------ | --- | --- | --- | --- | --- | --- | --- | --- | --- | --- | --- | --- |
| DAC Dunajská Streda      | —   | 3–0 | 1–0 | 2–1 | 1–1 | 1–0 | 2–1 | 1–2 | 2–1 | 1–0 | 5–2 | 3–0 |
| Dukla Banská Bystrica    | 1–3 | —   | 2–3 | 0–0 | 0–1 | 0–2 | 2–0 | 3–0 | 0–2 | 3–1 | 2–1 | 4–2 |
| Ružomberok               | 0–1 | 1–1 | —   | 2–0 | 0–1 | 3–2 | 1–1 | 0–0 | 2–2 | 1–0 | 0–2 | 2–2 |
| Skalica                  | 1–1 | 1–2 | 0–2 | —   | 1–4 | 1–1 | 3–0 | 2–0 | 1–1 | 0–0 | 1–0 | 0–2 |
| Slovan Bratislava        | 1–1 | 2–2 | 2–0 | 3–0 | —   | 4–1 | 1–0 | 4–0 | 3–1 | 4–2 | 3–1 | 4–1 |
| Spartak Trnava           | 3–1 | 1–2 | 0–2 | 2–1 | 0–0 | —   | 1–0 | 3–2 | 1–1 | 4–1 | 2–2 | 2–0 |
| Tatran Liptovský Mikuláš | 0–1 | 1–2 | 0–0 | 0–0 | 1–5 | 1–2 | —   | 1–1 | 2–5 | 1–1 | 1–2 | 1–2 |
| Trenčín                  | 0–4 | 0–2 | 0–0 | 3–1 | 4–0 | 0–2 | 2–1 | —   | 1–1 | 3–1 | 0–0 | 1–1 |
| Železiarne Podbrezová    | 0–0 | 3–1 | 0–2 | 0–2 | 2–1 | 3–1 | 1–0 | 2–0 | —   | 2–2 | 3–1 | 0–0 |
| Zemplín Michalovce       | 0–2 | 2–0 | 1–1 | 3–1 | 0–1 | 0–4 | 1–2 | 2–0 | 1–0 | —   | 3–2 | 0–0 |
| Žilina                   | 1–1 | 4–1 | 2–0 | 1–0 | 4–1 | 1–2 | 4–2 | 1–1 | 0–1 | 2–0 | —   | 1–0 |
| Zlaté Moravce            | 2–2 | 4–4 | 2–2 | 2–2 | 1–1 | 0–3 | 1–1 | 1–0 | 1–1 | 0–1 | 4–0 | —   |

## Ronda Campeonato

### Tabla de posiciones
| Pos. | Equipo                | Pts. | PJ | G  | E | P  | GF | GC | Dif. | Clasificación 2022-23                       |
| ---- | --------------------- | ---- | -- | -- | - | -- | -- | -- | ---- | ------------------------------------------- |
| 1    | Slovan Bratislava (C) | 69   | 32 | 21 | 6 | 5  | 65 | 32 | +33  | Primera ronda de la Liga de Campeones       |
| 2    | DAC Dunajská Streda   | 67   | 32 | 20 | 7 | 5  | 54 | 29 | +25  | Primera ronda de la Liga Europa Conferencia |
| 3    | Spartak Trnava        | 52   | 32 | 15 | 7 | 10 | 55 | 38 | +17  | Segunda ronda de la Liga Europa Conferencia |
| 4    | Železiarne Podbrezová | 47   | 32 | 13 | 8 | 11 | 44 | 44 | 0    | Play-offs para la Liga Europa Conferencia   |
| 5    | Dukla Banská Bystrica | 44   | 32 | 13 | 5 | 14 | 50 | 56 | −6   | Play-offs para la Liga Europa Conferencia   |
| 6    | Žilina                | 39   | 32 | 11 | 6 | 15 | 49 | 53 | −4   | Play-offs para la Liga Europa Conferencia   |

Actualizado a los partidos jugados el 20 de mayo de 2023.
 Fuente: Fortuna Liga, Soccerway
Criterios de clasificación: 1) Puntos; 2) puntos entre sí; 3) diferencia de goles entre sí; 4) Goles de visita entre sí; 5) Play-off.
Notas:
1. ↑  Spartak Trnava clasificó a la Segunda ronda de la Liga Europa Conferencia por ganar la Copa de Eslovaquia 2022-23

### Resultados
| Local \ Visitante     | DAC | DUK | SLO | SPA | ZPO | ZIL |
| --------------------- | --- | --- | --- | --- | --- | --- |
| DAC Dunajská Streda   | —   |     | 2–3 | 3–1 | 2–1 | 1–0 |
| Dukla Banská Bystrica | 2–3 | —   | 1–2 | 2–0 | 3–1 | 1–1 |
| Slovan Bratislava     | 2–1 | 4–0 | —   | 1–0 |     | 0–1 |
| Spartak Trnava        | 1–1 | 0–1 | 0–0 | —   | 6–1 |     |
| Železiarne Podbrezová | 2–0 | 1–2 | 1–2 | 0–3 | —   | 3–2 |
| Žilina                | 0–1 | 6–4 | 2–4 | 1–1 | 0–1 | —   |

## Grupo descenso

### Tabla de posiciones
| Pos. | Equipo                       | Pts. | PJ | G  | E  | P  | GF | GC | Dif. | Clasificación 2022-23                     |
| ---- | ---------------------------- | ---- | -- | -- | -- | -- | -- | -- | ---- | ----------------------------------------- |
| 1    | Ružomberok                   | 47   | 32 | 12 | 11 | 9  | 43 | 31 | +12  | Play-offs para la Liga Europa Conferencia |
| 2    | Skalica                      | 40   | 32 | 10 | 10 | 12 | 38 | 48 | −10  |                                           |
| 3    | Zemplín Michalovce           | 36   | 32 | 9  | 9  | 14 | 39 | 50 | −11  |                                           |
| 4    | Trenčín                      | 36   | 32 | 9  | 9  | 14 | 35 | 52 | −17  |                                           |
| 5    | Zlaté Moravce                | 31   | 32 | 6  | 13 | 13 | 35 | 49 | −14  | Play-off de descenso                      |
| 6    | Tatran Liptovský Mikuláš (D) | 18   | 32 | 3  | 9  | 20 | 24 | 59 | −35  | Descenso a 2. Liga                        |

Actualizado a los partidos jugados el 20 de mayo de 2023.
 Fuente: Fortuna Liga, Soccerway

### Resultados
| Local \ Visitante        | RUZ | SKA | TLM | TRE | ZEM | ZLA |
| ------------------------ | --- | --- | --- | --- | --- | --- |
| Ružomberok               | —   | 1–2 | 3–0 | 4–1 | 2–0 | 2–0 |
| Skalica                  | 1–1 | —   | 4–0 | 2–0 | 3–2 | 0–1 |
| Tatran Liptovský Mikuláš |     | 0–3 | —   | 0–2 | 1–3 | 1–1 |
| Trenčín                  | 0–3 |     | 2–2 | —   | 3–3 | 2–1 |
| Zemplín Michalovce       | 2–2 | 1–1 | 0–0 | 0–2 | —   |     |
| Zlaté Moravce            | 1–0 | 0–0 | 0–1 | 1–2 | 2–5 | —   |

## Play-offs para la Liga Europa Conferencia
El ganador de la Copa de Eslovaquia 2022-23, Spartak Trnava, terminó en el tercer lugar de la liga el cual también da una clasificación a la Liga Europa Conferencia de la UEFA 2023-24, por lo tanto se jugarán unos play-offs para definir ese cupo que dejó libre la liga, se jugarán entre los equipos ubicados entre la 4.° y 7.ª posición a partido único, el equipo mejor ubicado en liga tendrá la ventaja de la localía en los partidos de semifinales y en la final.
|  | Semifinales           | Semifinales |                    |   | Final | Final |
|  |                       |             |                    |   |       |       |
|  | 23 de mayo de 2023    |             |                    |   |       |       |
|  |                       |             |                    |   |       |       |
|  | Dukla Banská Bystrica | 0           |                    |   |       |       |
|  | Dukla Banská Bystrica | 0           | 26 de mayo de 2023 |   |       |       |
|  | Žilina                | 3           |                    |   |       |       |
|  | Žilina                | 3           | Žilina             | 3 |       |       |
|  | 23 de mayo de 2023    |             | Žilina             | 3 |       |       |
|  |                       | Ružomberok  | 1                  |   |       |       |
|  | Železiarne Podbrezová | Ružomberok  | 1                  | 1 |       |       |
|  | Železiarne Podbrezová |             |                    | 1 |       |       |
|  | Ružomberok            | 3           |                    |   |       |       |
|  | Ružomberok            | 3           |                    |   |       |       |

### Semifinales
| 23 de mayo de 2023 | Dukla Banská Bystrica | 1:3 (0:1) | Žilina                                  | Štadión SNP, Banská Bystrica |  |
| 17:30 CEST         | Depetris 71'          | Reporte   | - 36' Rusnák - 89' Kopas - 90+4' Galčik |                              |  |

| 23 de mayo de 2023 | Železiarne Podbrezová | 0:3 (0:3) | Ružomberok                                      | ZELPO Aréna, Podbrezová |  |
| 17:30 CEST         |                       | Reporte   | - 3' Madleňák - 43' Gerec - 45+3' (pen.) Chrien |                         |  |

### Final
| 26 de mayo de 2023 | Žilina                                  | 3:1 (1:0) | Ružomberok   | Štadión pod Dubňom, Žilina |  |
| 17:30 CEST         | - Galčík 39' - Kaprálik 62' - Ďuriš 70' | Reporte   | 53' Madleňák |                            |  |

## Play-off de descenso
| 23 de mayo de 2023 | Tatran Prešov | 1:0 (1:0) | Zlaté Moravce | Štadión ŠK FC Ličartovce, Ličartovce |  |
| 15:30 CEST         | - Baran 33'   | Reporte   |               |                                      |  |

| 26 de mayo de 2023 | Zlaté Moravce                    | 3:0 (1:0) (Global 3:1) | Tatran Prešov | Štadión FC ViOn, Zlaté Moravce |  |
| 20:30 CEST         | - Mondek 25', 90+1' - Ikugar 69' | Reporte                |               |                                |  |